# Sadieville (Kentucky)
Pour les articles homonymes, voir Sadieville.
Sadieville est une ville américaine située dans le comté de Scott, dans le Kentucky. Selon le recensement de 2020, sa population est de 320 habitants.